# HCL Sametime
HCL Sametime (früher IBM Sametime and IBM Lotus Sametime) ist eine Instant-Messaging- und Konferenz-Software, die von IBM entwickelt wurde und 2019 an die indische HCL Software, ein neuer Bereich der HCL Technologies, verkauft wurde. Ebenso wurden IBM Notes und IBM Connections von HCL übernommen.

## Funktionsumfang
HCL Sametime ist eine Produktfamilie, die für ortsunabhängige, synchrone Teamarbeit konzipiert ist. Einige der Merkmale sind:
- gemeinsames Arbeiten an Dokumenten und anderen Objekten
- online kommunizieren innerhalb von Arbeitsgruppen
- Information über online verfügbare Teilnehmer
- direkter Austausch von Textnachrichten
- Bereitstellung von Anwendungen
- Aufbau zu Audio- oder Videokommunikation

Sametime ist eine auf Web- und Java-basierte Client-Server-Architektur zur Bereitstellung und Organisation von Multipoint-Datenkonferenzen inklusive Awarenessfunktion („Wer ist anwesend?“). Es kann in MS Outlook, HCL Notes-Umgebungen, HCL Connections integriert werden. Die Plattform bietet synchrone Kommunikation über das Web wie virtuelle Klassenräume mit Shared Whiteboard, Audio, Video und Chat.

## Geschichte
Sametime 1.0 erschien im Dezember 1998 etwa sechs Monate nach Übernahme der Unternehmen Ubique (Rehovot, Israel) und Databeam (Lexington, KY, U.S.) durch IBM. Es ergänzte das Produktportfolio um „Echtzeitzusammenarbeitsfunktionen“, daher auch der Name „Sametime“.
Zusammengeführt wurden so die Technologien von Lotus Domino (Anwendungsserver, Datenbank, Enterprise Directory) mit Ubiques Präsenz- und Instant-Messagingfunktionen sowie Databeams T.120-Datenkonferenzen. Sametime 1.5 brachte erste Audio/Videokonferenzfunktionen basierend auf Databeams H.323-Implementierung. In Version 2.0 wurden die Funktionen stärker miteinander integriert und vereinheitlicht. Version 3.0 und 3.1 brachten viele Detailverbesserungen.
Der Versionssprung von 3.1 auf 6.5.1 wurde durchgeführt, um die Versionsnummer der Domino- und Sametime-Server anzugleichen. Gleichzeitig wurde im Notes Client 6.5.1 nun der Sametime Client fest integriert und bot z. B. bei jeder E-Mail in den Adressaten- und Absenderfeldern neben den E-Mail-Adressen gleichzeitig auch den Präsenzstatus an – und eine Kontaktaufnahme per Instant Messaging konnte sofort erfolgen. Sametime 7.0 brachte wieder Detailverbesserungen. Im Sommer 2006 wurde die Version 7.5 verfügbar gemacht, die unter anderem modernere Benutzeroberflächen und Anschlussmöglichkeit an andere IM-Netze bietet. Ab Version 7.5 basiert Lotus Sametime auf Lotus Expeditor. Mit Sametime 8.0 folgte auch der Notes-Client 8.0 auf die Eclipse-/Expeditor-Plattform, und der integrierte Client erhielt die volle Flexibilität des externen Clients.
In Sametime 8.5 wurden die Webkonferenz- und Audio-/Videofunktionen komplett neu implementiert. Die Meetingfunktionen wurden wesentlich skalierbarer. Audio-/Videofunktionen wurden standardbasiert auf SIP umgestellt und unterstützen H.264- und H.263-Codecs. Eine einfache Videokonferenz-MCU wurde bereitgestellt, und die gesamte Infrastruktur ist nun auch hochverfügbar implementierbar.
Nach Produktpflege (8.5.1, 8.5.2) erschien im September 2013 die aktuelle Version 9.0. Hier wurde das gesamte UI-Framework auf ein einheitliches Design umgestellt, die A/V-Funktionen wesentlich verbessert (insbesondere durch die Unterstützung von H.264 SVC) und die Bereitstellung einer vollwertigen Soft-MCU auf SVC-Basis (Continuous Presence). Auch die mobilen Clients für Android und iOS erhielten A/V-Funktionen.
2017 übernahm HCL Technologies die Programmierung von Sametime für die IBM. 2019 wurde die Software von HCL gekauft und in der Version V11 in einer technisch deutlich schlankeren Version ohne IBM Websphere und ohne IBM DB2 veröffentlicht. Auch der Browser Client wurde neu in React geschrieben.
Für 2021 ist die Version V11.5 angekündigt, welche insbesondere neue und erweiterte Funktionen im Bereich Videokonferenzen erhalten soll. Hierbei setzt HCL auf Einbindung des Open-Source-Projekt Jitsi. Zudem soll die Datensicherheit verbessert werden.

## Client-Unterstützung
Der Instant Messenger Pidgin unterstützt standardmäßig Sametime unter Verwendung der externen libmeanwhile. Sowohl für Kopete (Kopete Meanwhile) als auch für Miranda IM kann die Sametime-Unterstützung durch ein Plugin nachgerüstet werden (Nur bis 0.9.0.0). Miranda NG bietet ebenfalls ein Plugin für Sametime an.
|                                      | IBM Sametime | Pidgin | Miranda IM              | Miranda NG              | Kopete |
| ------------------------------------ | ------------ | ------ | ----------------------- | ----------------------- | ------ |
| Unterstützt Standard-Smileys         | Ja           | Ja     | Ja                      | Ja                      | ?      |
| Unterstützt individuelle Smileys     | Ja           | Nein   | Ja                      | Ja                      | ?      |
| Verschicken von Dateien              | Ja           | Ja     | Ja                      | Ja                      | ?      |
| Verschicken von Screenshots          | Ja           | Nein   | Mit zusätzlichem Plugin | Mit zusätzlichem Plugin | ?      |
| Gruppenchats                         | Ja           | Ja     | ?                       | Ja                      | ?      |
| Automatische Übernahme aller Gruppen | Ja           | Ja     | Nein                    | Nein                    | ?      |

## Versionen
| Release | Datum      | Infos |
| ------- | ---------- | --- |
| 1.0     | 1998       | Zusammenführung der einzelnen Elemente Datenbank, Server, Konferenz und Instant Messaging |
| 6.5.1   | 2004       | Anpassung der Versionsnummern und Integration des Domino Clients |
| 8.0     | 2007-11-19 | Notes Client 8 wird integriert und verfügt über volle Flexibilität |
| 8.5     | 2009-12-22 | Webkonferenzen und Audio- und Videokonferenzen werden deutlich verbessert |
| 8.5.1   | 2010-08-04 | Produktpflege |
| 8.5.2   | 2011-05-16 | Produktpflege |
| 9.0     | 2013-10-18 | Einheitliches Design, Verbesserung der Audio- und Videofunktionen und die Clients sind auch für Android und iOS mit Audio- und Videofunktionen ausgestattet |
| 9.0.1   | 2016-05-03 | |
| 11.0    | 2019-09-20 | Wechsel zu HCL. Wegfall von IBM DB2 und IBM Websphere als Middleware. |
| 11.5    | 2021       | geplant, Open Source Jitsi für Videokonferenzen, offene Schnittstellen für Integrationen. Technical Preview seit 1. März 2021; Roadmap bis Juni 2021 = API/SDKs Update, Verse+Connections; bis Sept. 2021 = Single-Desktop Container, Meeting+Chat, Telefon Integration mit ausgewählten Anbietern. Ab Okt. 2021 Trust and Security. |
| 12.0    | 2022       | Weiterentwicklung der Browser und Mobile Apps, Erweiterung der Meetingfunktionen (u. a. Warteraumfunktion, Auswahl verschiedener Meetingtypen). Das Deployment erfolgt wahlweise auf einem single Server (Docker-Compose stack) oder als Anwendung in einem Kubernetes Cluster. Programmierer können die neue REST API und die neue Client Platform / Widgets für die Integration von Chat und Meetingfunktionen in fremde Anwendungen nutzen. |